# Oxid jodičný
Oxid jodičný je anorganická sloučenina se vzorcem I2O5. Je to anhydrid kyseliny jodičné a jediný stabilní oxid jodu. Vyrábí se dehydratací kyseliny jodičné při teplotě 200 °C v proudu suchého vzduchu:
2 HIO3 → I2O5 + H2O

## Struktura
I2O5 má vazebný úhel I-O-I o velikosti 139,2°, ale molekula není zrcadlově symetrická. Koncové vazby I-O mají délku kolem 180 pm a vazby vycházející z můstkového atomu kyslíku jsou přibližně 195 pm dlouhé.

## Reakce
Oxid jodičný snadno již za pokojové teploty oxiduje oxid uhelnatý na oxid uhličitý:
5 CO + I2O5 → I2 + 5 CO2
Tuto reakci lze použít ke stanovení obsahu CO v plynném vzorku.
I2O5 tvoří s oxidem sírovým a S2O6F2 jodylové soli, ovšem s koncentrovanou kyselinou sírovou tvoří jodosylové soli.
Při zahřátí nad 300 °C se oxid jodičný rozkládá za vzniku plynného jodu a kyslíku.